# Gold (cratère)
Pour les articles homonymes, voir Gold.
Gold est un cratère martien situé dans le quadrangle d'Oxia Palus, à 20,2 ° N et 31,3 ° W. Il fait 9,0 km de diamètre et a été nommé d'après une ville en Pennsylvanie, États-Unis.
Gold est connu comme étant l'un des nombreux cratères présentant les signes clairs de l'action de l'eau dans Maja Valles sur Mars.